# Millvina Dean
Elizabeth Gladys Millvina Dean (Branscombe, 2 de fevereiro de 1912 – Ashurst, 31 de maio de 2009) foi uma mulher inglesa, a última sobrevivente do naufrágio do RMS Titanic, ocorrido em 15 de abril de 1912. Com dois meses de idade, ela era a mais jovem passageira do navio.

## Biografia
Millvina Dean nasceu em Branscombe, em 1912. Era filha de Bertram Frank Dean e Georgette Eva Light, e tinha um irmão, Bertram Vere Dean (21 de maio de 1910 — 14 de abril de 1992). Sua mãe  morreu em 16 de setembro de 1975, aos 96 anos, e Bertram Vere morreu aos 81, em 14 de abril de 1992, exatamente 80 anos após o Titanic ser atingido pelo iceberg. O pai morrera no naufrágio, em 15 de abril de 1912. Dean nunca se casou ou teve filhos.

## A viagem doTitanic

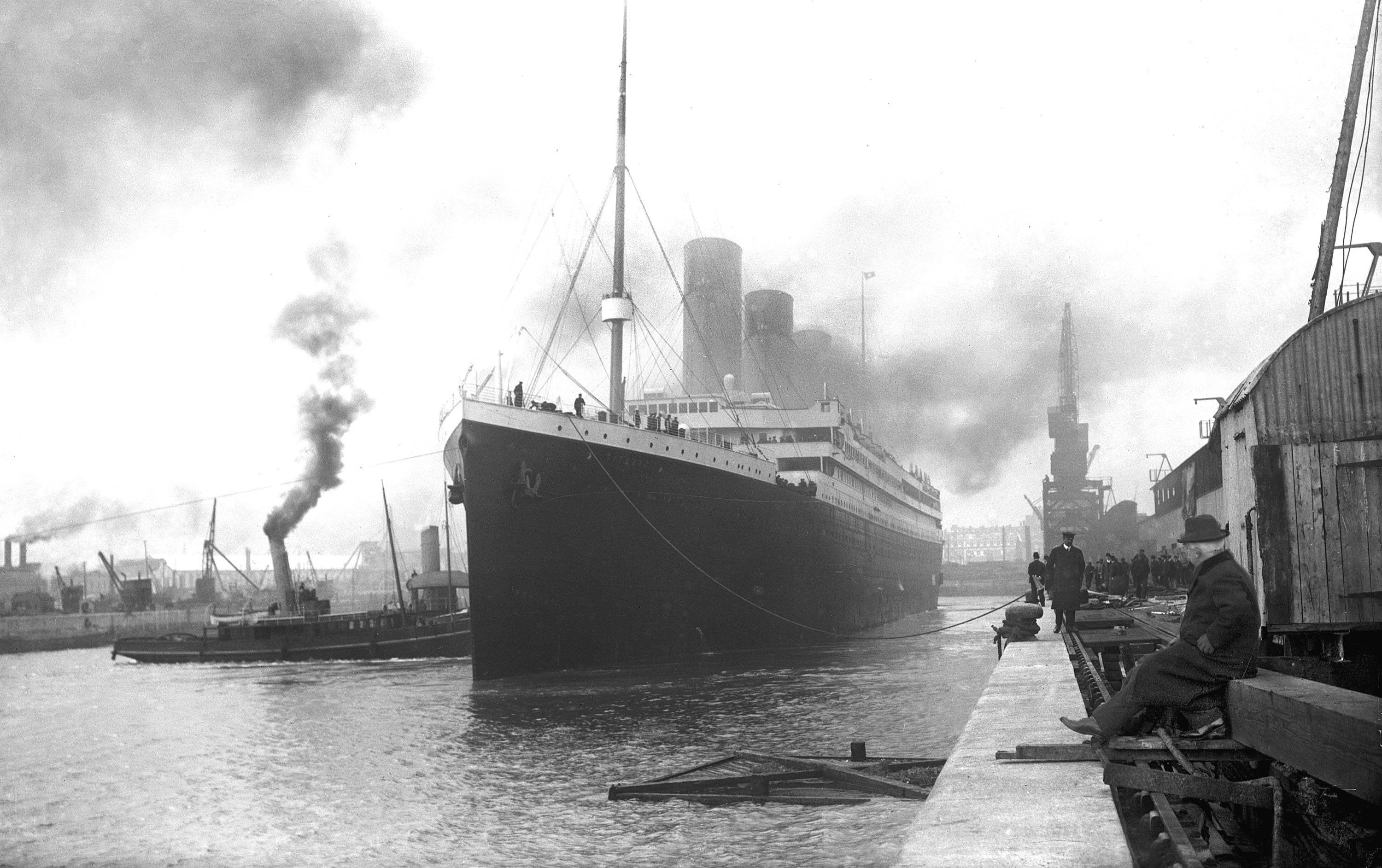
A família Dean embarcou no navio Titanic para emigrar para os Estados Unidos.

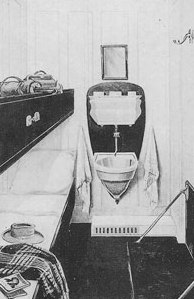
Ilustração de uma cabine da terceira classe do Titanic.

Os pais de Dean decidiram deixar a Inglaterra e emigrar para Wichita, Kansas, onde abririam um comércio de tabaco. Os Deans não deveriam estar a bordo do Titanic, mas devido a uma greve dos trabalhadores do carvão, foram transferidos para o navio e embarcaram como passageiros de terceira classe em Southampton, na Inglaterra.
Dean tinha 2 meses de idade quando entrou no navio, e seu irmão Bertram dois anos. Seu pai sentiu a colisão do navio com o iceberg, na noite de 14 de abril de 1912 e, depois de investigar, retornou à sua cabine dizendo a sua esposa para vestir os filhos e ir para o convés. Dean, sua mãe e irmão foram colocados no bote salva-vidas nº 10 e estavam entre os primeiros passageiros para escapar do naufrágio. No entanto, esta versão pode ser errônea, e há outras sugerindo o desaparecimento transitório do irmão de Millvina, que é encontrado mais tarde, a bordo do Carpathia. Também é possível que Dean tenha embarcado no bote salva-vidas nº 13, ou jangada C, que saiu no final da tarde. De sua viagem de canoa, Eva Dean lembrava que um homem chinês conseguira embarcar, para o desespero de mulheres que deixaram seus maridos a bordo, e uma mulher não deixa de lamentar ter perdido sua colcha. No entanto, presume-se que o bote nº 10 é o mais plausível em vista dos vários testemunhos e relatórios, e Dean teria então sido resgatada pelo Carpathia pelas seis horas da manhã. Como todas as crianças sobreviventes, ela é colocada a bordo em uma sacola de lona. Enquanto isso o pai está a bordo, e morre no navio. Seu corpo não foi recuperado, ou pelo menos identificado.

## Retorno à Inglaterra

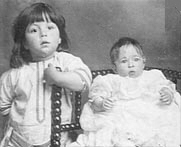
Millvina Dean, à direita, e seu irmão Bertram.

Inicialmente, a mãe de Dean quis continuar no Kansas para cumprir o desejo do marido de uma nova vida nos Estados Unidos. No entanto, depois de perder o marido e ficar com duas crianças pequenas, voltaram para a Inglaterra a bordo do Adriatic. Enquanto estava no navio, Dean atraiu muita atenção. Um artigo do Daily Mirror, datado de 12 de maio de 1912 descrevia:
| “ | [Ela] era o xodó da viagem, e tão forte era a rivalidade entre as mulheres para cuidarem desse louvável mito da humanidade, que um dos oficiais decretou que os passageiros de primeira e segunda classe poderiam segurá-la não mais do que 10 minutos por vez. | ” |

## Educação e carreira
Millvina e Bertram Dean estudaram nas escolas de Southampton, incluindo a The Gregg School. Até os oito anos, quando sua mãe estava planejando se casar novamente, que foi revelado que Dean tinha sido um dos passageiros do Titanic.
Dean trabalhou para o governo britânico durante a Segunda Guerra Mundial e posteriormente para uma empresa de engenharia local. Outras carreiras foram cartógrafa, secretária e assistente de uma tabacaria.

## Últimos anos
Só após estar na faixa dos setenta anos que Dean se envolveu em eventos sobre o Titanic. Ao longo dos anos, ela participou de inúmeras convenções, exposições, documentários, entrevistas de rádio e televisão, e correspondência pessoal. Em 1998, Dean viajou para os Estados Unidos para participar de uma convenção Titanic em Springfield, Massachusetts, e outro em 1999, em Montreal. Ela também estava programada para aparecer em uma comemoração dos 94 anos do Titanic, em 2006, mas uma fratura no quadril impediu sua participação. Ela também apareceu no especial da "History (TV canal)", Titanic's Final Moments: Missing Pieces.
Em outubro de 2007, ela se tornou a última sobrevivente do Titanic, após a morte de Barbara Dainton, que morrera aos 96 anos na Inglaterra.

## Doctor Who
Em dezembro de 2007, Dean criticou o BBC por supostamente ter zombado da tragédia em um episódio especial de Natal do Doctor Who, “Voyage of the Damned”, que envolve uma nave de cruzeiro interestelar chamada Titanic, similar na aparência ao evento histórico, embora ela não tivesse visto o programa. Falando, em sua casa de repouso, ela comentou: 
O "Titanic" foi uma tragédia que destruiu muitas famílias. Perdi meu pai, que morreu naquele naufrágio. Eu acho que é desrespeitoso fazer entretenimento em cima dessa tragédia. Um porta-voz do show respondeu: Não tivemos a intenção de ofender. 'Voyage of the Damned' se passa em uma nave espacial chamada "The Titanic" e não num navio.

## Doença e morte
Em abril de 2008, Dean aceitara um convite para participar de um evento em Southampton, em comemoração do 96º aniversário do navio, mas adoeceu, com uma infecção respiratória que a forçou a cancelar a participação.
Em dezembro de 2008, aos 96 anos, Dean foi forçada a vender várias lembranças de família para pagar tratamento médico, e entre esses pertences estava uma carta mandada para sua mãe pelo Titanic Relief Fund, e uma mala dada a ela e sua mãe em Nova York, após o naufrágio do navio. Sua venda levantou cerca de £ 32 000. Em fevereiro de 2009, ela anunciou que venderia mais pertences para os custos do tratamento médico. Aos 97 anos, morreu de pneumonia na manhã de 31 de maio de 2009, o 98º aniversário do lançamento do Titanic, em 1911; em um lar de idosos, em Ashurst, Hampshire.
Em 24 de outubro de 2009, as cinzas crematórias de Dean foram espalhadas por um barco nas docas de Southampton, de onde o Titanic partiu.

## O "Fundo Millvina"
Em resposta à escalada do custo dos cuidados de saúde de Dean, o Fundo Millvina foi criado em abril de 2009 pela "Belfast, Reino Unido e Sociedades Internacionais Titanic", com a finalidade exclusiva de cuidar das contas de Dean no lar dos idosos. O Fundo foi iniciado por um impulso do autor irlandês e jornalista Don Mullan, na abertura de sua exposição fotográfica Nokia em todo o mundo, "A Thousand Reasons for Living", (com um retrato de Millvina Dean) em Dublin, em 22 de abril de 2009. Mullan introduziu um retrato adicional das mãos de Dean, quando ela assinou um cartão para um coletor de autógrafos do Titanic, que ele produziu como uma edição limitada de 100 cópias. Ele fez a edição disponível em 500 € cada e, em seguida, desafiou o diretor e as estrelas do filme Titanic; James Cameron, Leonardo DiCaprio, Kate Winslet, a cantora Celine Dion e as corporações Sony Music, 20th Century Fox e Paramount Pictures para apoiar Dean com suas contas. DiCaprio e Winslet ajudaram com uma contribuição conjunta de US$ 20 000; Cameron e Dion doaram US$ 10 000 cada.